# Linia kolejowa Besançon – Le Locle
Linia kolejowa Besançon – Le Locle – linia kolejowa łącząca francuskie miasto Besançon i szwajcarskie Le Locle. Jest to linia normalnotorowa (1,435 m), jednotorowa i niezelektryfikowana.
Według klasyfikacji RFF ma numer 872 000.